# Tomaž Kavčič
Tomaž Kavčič, slovenski nogometaš in trener, * 28. november 1953, Novo mesto.
Kavčič je v 1. SNL igral za Vozila Gorica in ljubljansko Svobodo. 1. aprila 1992 je kot član Gorice proti Muri dosegel svoj debitantski zadetek prvi slovenski ligi star 38 let in 4 mesece, kar je še vedno rekord. Kot trener oziroma pomočnik je vodil slovenske klube NK Črnuče Factor, Svobodo, HiT Gorico, Belo krajino, Grosuplje, Ljubljano, Ivančno Gorico in med letoma 2008 in 2014 slovensko nogometno reprezentanco do 21 let. Leta 2014 je prvič odšel v tujino in prevzel Qingdao Jonoon v drugi kitajski ligi, nato je vodil še Hunan Billows in se na začetku avgusta 2016 vrnil pod okrilje Nogometne zveze Slovenije kot sodelavec selektorja Katanca v A-reprezentanci. Med decembrom 2017 in oktobrom 2018 je bil selektor slovenske moške članske reprezentance.
V letih, ko je vodil slovensko reprezentanco do 21 let, sta pod njegovo taktirko med drugim debitirala Jan Oblak in Kevin Kampl. Vezist Bayer Leverkusna je ob Kavčičevem vztrajanju oblekel dres Slovenije in je dandanes med nosilci članske izbrane vrste Rodil se je v Novem mestu in po odraščanju v Črnomlju je večino svoje mladosti preživel v Goriških Brdih. Bil je eden izmed tehničnih pomočnikov nekdanjega selektorja članske reprezentance Matjaža Keka na svetovnem prvenstvu v Južni Afriki leta 2010.

## Trenerska kariera
Po koncu profesionalne igralske kariere se je kot trener prvič preizkusil v vlogi pomočnika Milanu Miklaviču pri Gorici leta 1995, tam je ostal do leta 1997 in okusil tudi igranje med slovensko elito. Vrtnice so prvič v zgodovini postale državne prvakinje leta 1996, leto pozneje pa se je Kavčič pridružil ljubljanskemu klubu Črnuče Factor v drugi ligi. Po kratki enoletni epizodi se je preselil na drugo stran prestolnice k Svobodi in tudi tam ostal eno leto. Kot trener je z amatersko ekipo MNZ Ljubljana leta 1999 kot prvi v zgodovini slovenskega nogometa nastopal na turnirju Uefa Regions Cup.
Po osvojenem 2. mestu v sezoni 1999-00 in zmago proti Neftchiju (3:1) v predkrogu pokala UEFA pod vodstvom Osmanovića je nekaj dni pred tekmo z AS Roma sedel na trenersko klop. Ob porazu 1:4 proti AS Romi Fabia Capella, kjer je v razprodanem športnem parku v Novi Gorici edini slovenski zadetek v tem paru prispeval Anton Žlogar, tekmo je s hat-trickom odločil Marco Delvecchio, na povratnem obračunu pa sta po dvakrat zadela Vincenzo Montella in Francesco Totti ter prispevala k visoki zmagi (7:0). Prvo sezono v najelitnejšem slovenskem tekmovanju je začel pri svojem domačem klubu Beli krajini, toda po sezoni 2001-02 se je vrnil v nižji rang tekmovanja h Grosupljemu. Po še eni kratki epizodi je začel žeti svoje največje trenerske uspehe in dvakrat v treh letih pomagal svojim ekipam do napredovanja v 1. SNL. Po tem, ko je prvi del sezone 2003-04 preživel pri prvoligašu Ljubljani se je vrnil v Belo krajino in leta 2004 z Belokranjci napredoval med elito.
V sezoni 2004-05 se je Bela krajina ubranila pred izpadom, Kavčič pa je po dveh letih našel nov izziv in spet prevzel drugoligaša, tokrat še en svoj bivši klub Factor. Majhno lokalno moštvo z ljubljanske Ježice si je leta 2006 prvič priigralo vozovnico za 1. SNL. Toda Factorja Kavčič v prvoligaški konkurenci ni vodil, vrnil se je v Belo krajino, ki jo je prevzel marca 2007. Črnomaljsko moštvo se je spet borilo za obstanek in ob tem prekinilo najdaljši zmagoviti niz v zgodovini slovenskega državnega prvenstva, v zadnjih krogih so uspeli Belokranjci pod Kavčičevim vodstvom ugnati Domžale, ki so kljub aprilskemu porazu z 0:1 v Črnomlju kmalu osvojile naslov. Bela krajina je izpadla in se dodatnim kvalifikacijam za obstanek približala na vsega točko, Kavčič, ki je bil le začasni trener, pa je odšel k Livarju. V Ivančni Gorici se je v sezoni 2007-08 prvič igral prvoligaški nogomet, tudi z novim trenerjem pa jim ni uspelo obstati med elito.

### Slovenija U-21
Februarja 2008 je prevzel slovensko reprezentanco do 21 let in z moštvom U-20 je leta 2009 po visoki zmagi nad Italijo (4:0) potrdil zmago v pokalu Mirop, kjer so nastopale še izbrane vrste Hrvaške, Madžarske in Slovaške. Čez dve leti je slovenska reprezentanca do 21 let za las ostala brez premierne uvrstitve na evropsko prvenstvo . Z varovanci, med katerimi so bili Kampl, Luka Krajnc, Haris Vučkić, Robert Berić, Dejan Lazarević in drugi, je v Ljudskem vrtu po zaslugi zadetka Lazarevića z enajstih metrov padla mlada reprezentanca Švedske (2:1), a to ob zmagi Švedov nad Ukrajinci v zadnjem krogu ni bilo dovolj za uvrstitev na prvo mesto oziroma v play-off, ki je Slovencem ušel za dve točki. 
Kavčič je na čelu reprezentance U-21 ostal še tri leta, ko so se že začeli pojavljati novi veliki talenti, denimo Andraž Šporar in Benjamin Verbič. Proti koncu kvalifikacij za EP 2015 je h Kavčiču s ponudbo pristopil kitajski drugoligaš Qingdao Jonoon, dolgoletni selektor mlade izbrane vrste pa se je od svojih varovancev poslovil na tekmi z Andoro, kjer je Slovenija slavila s 5:0. Po tekmi je bil njegov odhod na Kitajsko, do katerega je prišlo julija 2014, tudi potrjen. 

### Qingdao Jonoon
Kitajska Jia League (2. liga) je bila že v teku, Kavčič pa je po prihodu v klub iz Qingdaa pripomogel k zelo dobremu zaključku sezone. Boj za napredovanje v elitno Super League se je oranžnim izmuznil tudi po zaslugi kazenskega odvzema sedmih točk zaradi spornega januarskega prestopa Liuja Jiana. Njegova prva polna sezona se naslednje leto začela po načrtih, toda Jonoon je hitro utišal kritike po porazu v prvem krogu s Harbinom Yitengom. Po porazu z 1:4 je bil Jonoon nepremagan na naslednjih devetih tekmah, ta niz se je začel z zmago na mestnem derbiju s Qingdao Hainiujem, ko je Kavčičevo moštvo slavilo z 2:0.
Po desetih krogih so navijači enega izmed ustanovnih članov kitajske prve lige že govorili o povratku med elito v drugem poskusu - Jonoon je prevzel vodstvo na lestvici z zmago nad Jiangxi Lianshengom (2:0). 12. julija je Jonoon po zadetku Quana Leija v 80. minuti še drugič v sezoni dobil derbi proti Hainiuju, a kljub zmagi z 1:0 in dobremu nizu rezultatov so Kavčiča sredi julija umaknili iz ekipe, ko so se oranžni še borili za napredovanje.
Na začetku oktobra je potrdil, da skupaj s pomočnikom Robertom Englarom sporazumno zapuščata klub, ki je medtem padel na sedmo mesto v Jia League. Kavčič, ki več mesecev ni treniral, je kljub vsemu ostal v obmorskem mestu, Jonoon pa je vse od kontroverzne odločitve klubskega vodstva zmagal vsega enkrat in grozil mu je celo padec v drugo polovico lestvice. Na Kitajsko se je po koncu sodelovanja z Jonoonom vrnil že naslednjo sezono, ko je 30. novembra prevzel Hunan Xiangtao.

### Hunan Xiangtao
V Yiyangu je spet združil moči z Englarom in slovenski trenerski dvojec je prevzel moštvo, ki je v prejšnji sezoni komajda obstalo v drugi ligi. Slovenski branilec Rok Elsner je bil med redkimi okrepitvami pred začetkom nove sezone, v kateri je Hunan najprej na domači tekmi presenetljivo pri remiju brez zadetkov zadržal Beijing Renhe, ki naj bi se  boril za napredovanje med elito. Temu je sledila zmaga nad še enim močnim moštvom Dalian Yifangom. Kljub izključenemu nogometašu je Hunan iztržil remi (1:1) na tekmi s Tianjin Songjiangom, ki je pod vodstvom brazilskega trenerja Vanderleija Luxemburga sezono začel z nekaj visokimi zmagami. Luis Carlos Cabezas je z enajstih metrov v sodnikovem podaljšku poskrbel za delitev točk. Po obetavnem začetku je Guizhou Hengfeng Zhicheng premagal Hunan doma z 2:0 in Kavčič je v klubu iz Yiyanga izgubil prvo uradno tekmo. Sledilo je še več porazov, skupaj z notranjimi nesoglasji, ki bi Hunan kmalu stali izpada že leta 2015, pa je moštvo padalo po lestvici navzdol. Kavčič je pred odhodom iz kluba ponudil svoj odstop in dobil tudi ponudbo klubskega vodstva, da postane svetovalec. Pred povratkom v Slovenijo naj bi bil v kombinacijah za mesto članske reprezentance Slovenije, kandidat za predsednika Evropske nogometne zveze (Uefa) in predsednik NZS Aleksander Čeferin naj bi iskal naslednika selektorja Katanca, kandidat pa naj bi bil poleg Kavčiča le še Edoardo Reja.

### Slovenija
Slovenski selektor Katanec je potrdil, da se je Kavčič na začetku avgusta 2016 pridružil njegovemu strokovnemu štabu pred začetkom kvalifikacij za SP 2018. Po remiju z 2:2 v Litvi je bila že naslednja tekma s Slovaško izjemno pomembna v boju za drugo mesto in morebitno uvrstitev v dodatne kvalifikacije. Slovenija je v Ljubljani premagala Slovake zahvaljujoč zadetku rezervista Roka Kronavetra, Katanec pa je tekmo izpostavil kot najbolje taktično pripravljeno v njegovi selektorski karieri. Tri dni kasneje so Slovenci presenetili še vodilne Angleže in na stadionu Stožice z remijem brez zadetkov prišli do zaslužene točke, zgodovinske prve na obračunih z Otočani, ki so brez zmage na kvalifikacijski tekmi ostali prvič po letu 2013.Krivulja se je po vzpodbudnih rezultatih nato obrnila navzdol, poraz na Hampden Parku s Škotsko je bil prvi po devetih mesecih (0:1), še eno neuspešno gostovanje na Slovaškem in še en poraz z 0:1 pa je Slovenijo spustil na četrto mesto na lestvici. Po porazu na Wembleyju (0:1) je Slovenija s Škotsko v Ljubljani remizirala z 2:2 in ostala brez uvrstitve v dodatne kvalifikacije. Katanec je na novinarski konferenci po tekmi, ki naj bi bila njegova zadnja na klopi državne izbrane vrste, javno razkril dogovor z NZS glede svojega naslednika. Že ob Kavčičevem prihodu avgusta 2016 naj bi bilo dogovorjeno, da bo Katanca nasledil ravno nekdanji selektor mlade reprezentance.Predsednik NZS Radenko Mijatović je s Kavčičem opravil preliminarne pogovore glede prevzema prostega mesta selektorja, obenem pa naj bi se sestal tudi z ostalimi kandidati: nekdanjim selektorjem Kekom, Robertom Prosinečkim, Edoardom Rejo in Slavoljubom Muslinom, medtem ko sta se je v medijih omenjala tudi mariborska sodelavca Darko Milanič in Zlatko Zahović.Reprezentanca v novembrskem terminu ni igrala prijateljskih tekem, med čakanjem na odločitev NZS pa so nekateri članski reprezentanti, med njimi kapetan Boštjan Cesar, Kampl in Verbič, podprli Kavčiča v boju za selektorski stolček. Na novinarski konferenci 4. decembra je NZS potrdila, da je izvršni odbor na predlog predsednika Mijatovića izbral Kavčiča za Katančevega naslednika.

## Naslovi

### Klub
HiT Gorica (pomočnik)
- 1. SNL: 1995–96

Factor Ježica
- 2. SNL: 2005-06

## Trenerska statistika
Od 31. maj  2016
| Ekipa          | Od           | Do           | Rezultati | Rezultati | Rezultati | Rezultati |
| Ekipa          | Od           | Do           | T         | Z         | R         | P         |
| -------------- | ------------ | ------------ | --------- | --------- | --------- | --------- |
| Slovenjia U-21 | Februar 2008 | Julij 2014   | 37        | 13        | 9         | 15        |
| Qingdao Jonoon | Julij 2014   | Oktober 2015 | 32        | 18        | 8         | 6         |